# Spermophora tumbang
Spermophora tumbang is een spinnensoort uit de familie trilspinnen (Pholcidae). De soort komt voor op Borneo.